# 那伊阿得斯

水泉女神悄悄接近沉睡中的许拉斯，约翰·威廉·沃特豪斯作于1893年；画中场景的著名典故来自伪阿波罗多洛斯：《书库》

那伊阿得斯（希腊语：Ναϊάδες，来源于动词νάειν，“流动”，以及νἃμα，“流动的水”）希腊神话中的一类低階女神（仙女），宁芙的一种。
宁芙是希腊神话中体现自然现象与自然力的女性精灵，分为很多种，而那伊阿得斯就是其中象征江河、湖泊、溪流、山泉乃至井水的仙女。那伊阿得斯只与淡水联系在一起，代表海洋的是俄刻阿尼得斯诸女神；而地中海则地位特殊，专门由涅瑞伊得斯诸女神代表（俄刻阿尼得斯与涅瑞伊得斯都属于宁芙仙女）。古希腊诗人诺诺斯在他的名作《狄俄倪索斯传教记》中使用了一个自造的词来形容那伊阿得斯：“许得里阿得斯”（意为“水之少女”）。
那伊阿得斯在本质上与她所代表的泉水紧密相连。如果一个那伊阿得斯所代表的水体干涸，那她也就死了。
那伊阿得斯诸女神经常成为一些地方教派的崇拜对象，它们被当作丰产和人的生命的象征来敬奉。在希腊的一些地区，男孩和女孩达到一定年龄后就把他们孩提时的头发献给当地山泉的那伊阿得斯。在某些地方，如勒耳那，举行对水体的祭祀仪式；动物被淹死在水里当作祭品。一些古老的泉水旁或许会有神示所。这些可能说明，对宁芙仙女的崇拜是古老的万物有灵思想的残留。
在希腊神话中有时会出现凡人与女神结婚的故事。在阿里斯泰俄斯（古希腊的农业神）的神话里，讲述了阿里斯泰俄斯的母亲忒萨利的库瑞涅的身世：她是拉皮泰人的国王许普修斯与当地山泉中的那伊阿得斯克利达诺珀的女儿（品达：《皮同颂歌》）。这类故事被英国学者罗伯特·格雷夫斯解读为当希腊人（假设中的多利安人）作为新来者定居于希腊时，他们为了使自己的存在合法化而编造出的与当地水神结婚的神话。 
那伊阿得斯也可能是危险的：忒俄达马斯之子许拉斯（赫拉克勒斯的侍童，神话描述他为俊美无双）在参加阿耳戈英雄远征时，一次到水泉边取水，水中的那伊阿得斯立刻爱上了这位美少年，于是仙女把许拉斯拖入水中淹死（伪阿波罗多洛斯，《书库》，I）。
宁芙仙女是古老的神祇，为她们编制家谱非常困难。一般认为那伊阿得斯是宙斯或俄刻阿诺斯的女儿。

## 资料来源
- 《世界神话辞典》，辽宁人民出版社，ISBN 7-205-00960-X
- 伪阿波罗多洛斯，《书库》
- 赫西俄德，《神谱》
- 罗伯特·格雷夫斯，《希腊神话》，1955年